# Unterseeboot 194
L'Unterseeboot 194 (ou U-194) est un sous-marin allemand (U-Boot) de type IX.C/40 utilisé par la Kriegsmarine pendant la Seconde Guerre mondiale.

## Historique
Mis en service le 8 janvier 1943, l'Unterseeboot 194 reçoit sa formation à Stettin en Allemagne au sein de la 4. Unterseebootsflottille jusqu'au 31 mai 1943, il est affecté dans une formation de combat à Lorient en France dans la 10. Unterseebootsflottille.
Il quitte le port de Kiel pour sa première patrouille le 12 janvier 1943 sous les ordres du Kapitänleutnant Hermann Hesse. Après treize jours en mer, l'U-194 est coulé le 24 juin 1943 dans l'Atlantique Nord au sud-ouest de l'Islande à la position géographique de 59° 00′ N, 26° 18′ O par une torpille lancée d'un hydravion américain Consolidated PBY Catalina de l'escadron VP 84/G.

Les 59 membres d'équipage meurent dans cette attaque.
En décembre 1987, l'historien Axel Niestlé révise la thèse du naufrage en annonçant que l'U-194 a bien été coulé le 24 juin 1943 dans l'Atlantique Nord au sud-ouest de l'Islande, mais à la position géographique de 58° 15′ N, 25° 25′ O et par des charges de profondeur lancées d'un avion Consolidated B-24 Liberator de la Royal Air Force du Squadron. 120/H. Cette attaque avait auparavant été attribuée à l'U-200.

## Affectations successives
- 4. Unterseebootsflottille du 8 janvier au 31 mai 1943 (entrainement)
- 10. Unterseebootsflottille du 1er juin au 24 juin 1943 (service actif)

## Commandement
- Kapitänleutnant Hermann Hesse du 8 janvier au 24 juin 1943

## Patrouilles
|       | Commandant           | Départ          | Départ | Arrivée      | Arrivée | Jours    | Succès |
| ----- | -------------------- | --------------- | ------ | ------------ | ------- | -------- | ------ |
| 1     | Kptlt. Hermann Hesse | 12 janvier 1943 | Kiel   | 24 juin 1943 | Coulé   | 13 jours |        |
| Total | Total                | Total           | Total  | Total        | Total   | 13 jours | 0 t    |

Note : Kptlt. = Kapitänleutnant

## Navires coulés
L'Unterseeboot 194 n'a ni coulé, ni endommagé de navire au cours de son unique patrouille (13 jours en mer) qu'il effectua.